# Ducat de la Torre

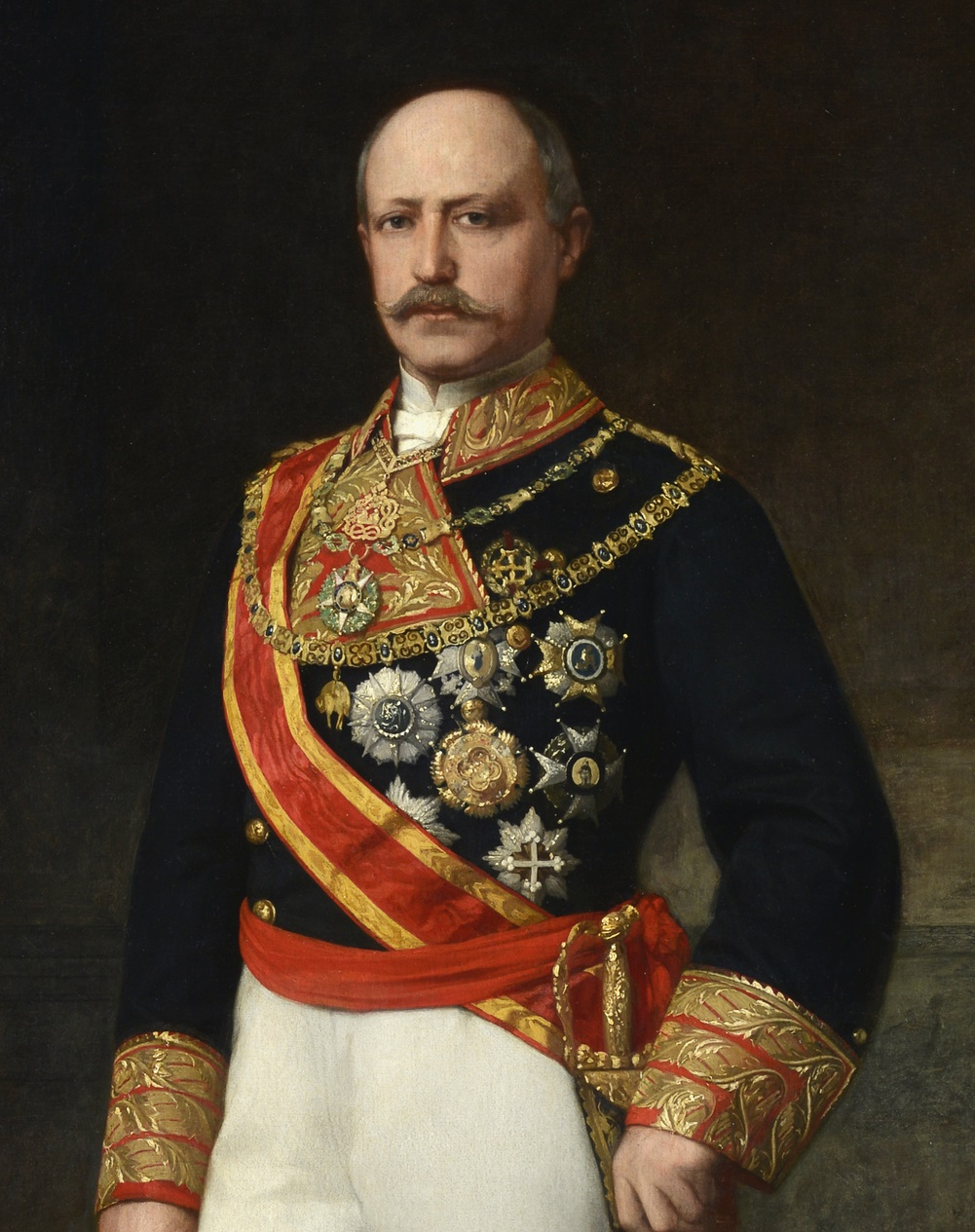
Francisco Serrano y Domínguez, I duc de la Torre.

El Ducat de la Torre és un títol nobiliari espanyol creat el 24 de novembre de 1862 per la reina Isabel II, a favor del Capità General Francisco Serrano Domínguez.

## Ducs de la Torre
|                       | Titular                                         | Període               |
| Creació per Isabel II | Creació per Isabel II                           | Creació per Isabel II |
| --------------------- | ----------------------------------------------- | --------------------- |
| I                     | Francisco Serrano Domínguez                     | 1862-1885             |
| II                    | Francisco Serrano Domínguez y Domínguez Borrell | 1885-1942             |
| III                   | Carlos Ignacio Martínez de Campos y Serrano     | 1942-1975             |
| IV                    | Leopoldo Martínez de Campos y Muñoz             | 1975-2000             |
| V                     | Carlos Martínez de Campos y Carulla             | 2001-actual titular   |

## Història dels ducs de la Torre
- Francisco Serrano Domínguez (1810-1885), I duc de la Torre.

1. Casat amb Antonia Domínguez Borrell Guevara y Lemus, II comtessa de San Antonio. El succeí el seu fill:

- Francisco Serrano Domínguez y Domínguez Borrell (1862-1942), II duc de la Torre, III comte de San Antonio.

1. Casat amb María de las Mercedes Martínez de Campos y Martín de Molina. Sense descendents. El succeí el seu nebot, el fill de la seva germana María de la Concepción Serrano y Domínguez, casada amb el seu cunyat José Martínez de Campos y Martín de Molina:

- Carlos Ignacio Martínez de Campos y Serrano (1887-1975), III duc de la Torre, IV comte de San Antonio, IV comte de Santovenia, I comte de Llovera.

1. Casat amb María Josefa Muñoz y Roca Tallada.

El succeí el seu fill:
- Leopoldo Martínez de Campos y Muñoz (1910-2000), IV duc de la Torre, II comte de Llovera.

1. Casat amb Mercedes Carulla Rico.
2. Casat amb María Mille Campos.

El succeí el seu fill, del seu primer matrimoni:
- Carlos Martínez de Campos y Carulla, V duc de la Torre, V comte de San Antonio. És l'actual duc de la Torre.

1. Casat amb Elizabeth Anne Macintosh.
2. Casat amb Cristina de Montenegro y Cavengt
3. Casat amb Marta Arnús de Soto.

Són les seves filles:
Natalia Martínez de Campos y Macintosh (m. en 2010).
Carla Matínez de Campos y de Montenegro
Camila Martínez de Campos Arnús